# Platygaster cruciferarum
Platygaster cruciferarum är en stekelart som beskrevs av Jean-Jacques Kieffer 1916. Platygaster cruciferarum ingår i släktet Platygaster och familjen gallmyggesteklar. Inga underarter finns listade i Catalogue of Life.